# Orle
Orle (nekdaj Orlje) je naselje (vas) jugovzhodno od Ljubljane v Občini Škofljica. Mnogi imenujejo omenjeni kraj tudi Češnjevo naselje. Tu naj bi uspevalo in bilo doma najboljše češnjevo žganje v Sloveniji.
V srednjem veku sta zaselek sestavljali dve kmetiji, sodili sta v čemšeniško župo; kasneje je pripadlo komendi nemškega viteškega reda.
7.-8. maja 1945 je tu med osvajanjem utrjene nemške postojanke padlo 77 borcev, katerim je pod vasjo postavljen spomenik iz rezanega monolita.
Zaradi svoje lege med Mazovnikom in Molnikom blizu prestolnice so Orle priljubljena izletniška točka, ki ponuja razgled tako na severovzhodni del Ljubljane z BTC-jem kot na Barje. 
Leta 2022 je bil na strehi Gostilnice Orle zgrajen 22 metrov visok razgledni stolp. Vstop je brezplačen.